# (368) Haidea
(368) Haidea est un astéroïde de la ceinture principale découvert par Auguste Charlois, le 19 mai 1893. Selon l'ancien système de nommage du Astronomische Nachrichten, le nom de cet astéroïde est « 1893 AB ».